# 比哈爾省
比哈爾省是英屬印度的省份之一，設立於1936年，系由比哈爾和奧里薩省分裂而成。比哈爾省的轄區範圍包括現在的賈坎德邦以及比哈爾邦。
25°36′N 85°06′E / 25.6°N 85.1°E